# Cat Stax
Cat Stax ist ein Lege- und Puzzlespiel, bei dem ein Spieler mit einer vorgegebenen Anzahl von Katzenfiguren Aufgaben lösen muss. Es baut dabei auf einem ähnlichen Spielprinzip auf wie das klassische Tangram und andere Legepuzzles. Das Spiel erschien 2016 bei dem amerikanischen Spiele- und Spielzeugverlag Brainwright und wurde 2018 in Deutschland von HUCH! aufgelegt.

## Ausstattung und Spielweise
Das Spielmaterial von Cat Stax besteht aus 12 Kartenfiguren sowie jeweils 44 Aufgaben- und entsprechend viele Lösungskarten. Die Katzen bilden so genannte Polyominos, also Flächen bzw. Körper, die aus mehreren zusammenhängenden Quadraten bestehen. Die Aufgabenkarten liegen in vier Schwierigkeitsstufen vor.
Für das Spiel wählt der Spieler eine Aufgabenkarte und versucht diese mit den angegebenen Katzen zu lösen. Die Aufgaben sind so gestaltet, dass jede Karte neben dem Schwierigkeitsgrad die zur Lösung benötigten Katzenfiguren angibt. Die Aufgabe selbst besteht jeweils aus einer Rasterfläche, die durch die Katzen vollständig und ohne Überhänge bedeckt werden muss. Zudem kann die Aufgabe als dreidimensionales Rätsel bis zu fünf Schichten umfassen. Bei einzelnen Karten sind mehrere Lösungen möglich, auf den Lösungskarten ist jedoch immer nur eine Lösung angegeben.

## Ausgaben und Nachfolger
Cat Stax erschien 2016 bei dem amerikanischen Verlag Brainwright und wurde 2018 bei HUCH! aufgelegt. 2018 erschien mit Dog Pile ein Nachfolger, bei dem statt Katzen Hundeteile zu vorgegebenen Flächen zusammengelegt werden müssen.

## Belege
1. ↑  Spielregeln Cat Stax, HUCH! 2018